# Phạm Xuân Chiểu
Phạm Xuân Chiểu (1920 - 2018) nguyên là một cựu tướng lĩnh Bộ binh của Quân lực Việt Nam Cộng hòa, cấp bậc Trung tướng. Ông xuất thân từ trường Võ bị Lục quân của Việt Nam Quốc dân Đảng được mở ra ở vùng Tây Bắc miền Bắc Việt Nam, huấn luyện người Việt trong các đảng phái để phục vụ cho các lực lượng kháng chiến. Sau có một số gia nhập vào Quân đội Liên hiệp Pháp. Trong thời gian tại ngũ ông luôn được giao đảm trách những chức vụ liên quan đến tham mưu nên có thể xem lĩnh vực tham mưu là chuyên môn của ông. Ông cũng là một trong số ít sĩ quan được thăng cấp tướng ở thời kỳ Đệ nhất Cộng hòa (Thiếu tướng đầu năm 1957). Điều này chứng tỏ bản thân ông được Tổng thống Ngô Đình Diệm ưu ái. Tuy nhiên, cuộc Đảo chính ngày 1 tháng 11 năm 1963 ông lại là một thành viên trong nhóm tướng lĩnh cầm đầu.

## Tiểu sử & binh nghiệp
Ông sinh vào ngày 20 tháng 11 năm 1920 trong một gia đình điền chủ khá giả tại làng Nộn Khê, huyện Yên Mô, tỉnh Ninh Bình. Cụ thân sinh làm chức thông phán (người làng gọi là ông Phán Đăng). Ông học Tiểu học tại Ninh Bình, Trung học Đệ nhất cấp ở Nam Định thi đậu bằng Thành chung. Năm 1938, khi học lên Trung học Đệ nhị cấp ông được gia đình cho ra Hà Nội học ở Trường Lycée du Protectorat (Sau năm 1945 đổi tên thành Trường Trung học Quốc lập Chu Văn An, tên dân gian gọi là "Trường Bưởi"). Năm 1941 ông thi đậu Tú tài toàn phần (Part II). Sau đó ông thi vào Đại học và đã học đến năm thứ 2 ở Trường Đại học Y khoa Hà Nội.

### Quân đội Liên hiệp Pháp
Cuối năm 1945, ông nhập ngũ mang số quân 40/301.796. Theo học khóa 4 Trường Võ bị Lục quân Trần quốc Tuấn tại Chapa, Lào Kay, khai giảng ngày 1 tháng 1 năm 1946. Tháng 12 cùng năm mãn khóa tốt nghiệp với cấp bậc Chuẩn úy. Ra trường ông được đi tu nghiệp tại trường Võ bị Hoàng Phố, Trung Hoa. Tháng 4 năm 1947 mãn khóa về nước, ông được thăng cấp Thiếu úy phục vụ trong Tiểu đoàn Bộ binh thuộc Quân đội Liên hiệp Pháp. Tháng 6 năm 1948, ông được thăng cấp Trung úy, biệt phái làm Tham mưu trưởng đơn vị Phụ lực quân của Lực lượng Giáo phái Phát Diệm.

### Quân đội Quốc gia Việt Nam
Năm 1950, sau khi Quốc gia Việt Nam thành lập Quân đội, ông được trưng dụng phục vụ Quân đội Quốc gia và được thăng cấp Đại úy. Tháng 7 năm 1952, ông được cử đi du học lớp Tham mưu tại Trường Tham mưu Ba Lê (École d'État Major de Paris, France) đến đầu năm 1953 mãn khóa về nước. Tháng 8 năm 1954, sau Hiệp định Genève (20 tháng 7), di chuyển vào Nam ông được thăng cấp Thiếu tá và được cử làm Tiểu đoàn trưởng Tiểu đoàn 18 Việt Nam đóng tại Cao nguyên Trung phần.

### Quân đội Việt Nam Cộng hòa
Tháng 11 năm 1955, sau khi Quân đội Quốc gia được cải danh thành Quân đội Việt Nam Cộng hòa, chuyển sang cơ cấu quân đội mới ông được thăng cấp Trung tá giữ chức vụ Tham mưu trưởng Đệ nhất Quân khu Nam Việt do Đại tá Trần Văn Minh làm Tư lệnh. Ngày 8 tháng 12 năm 1956, ông được thăng cấp Đại tá được bổ nhiệm giữ chức vụ Tổng Giám đốc Tổng nha Cảnh sát-Công an thay thế Thiếu tướng Nguyễn Ngọc Lễ được cử đi giữ chức vụ Chỉ huy trưởng Trung tâm Huấn luyện số 1. Ngày 27 tháng 2 năm 1957, ông được thăng cấp Thiếu tướng tại nhiệm.
Ngày 7 tháng 3 năm 1958, nhận lệnh bàn giao chức vụ Tổng giám đốc Cảnh sát-Công an lại cho Thiếu tướng Nguyễn Văn Là. Ngày 15 tháng 8 cùng năm, ông được cử giữ chức vụ Tham mưu trưởng Liên quân tại Bộ Tổng tham mưu. Đến giữa tháng 9 năm 1960, bàn giao chức vụ Tham mưu trưởng Liên quân lại cho Thiếu tướng Nguyễn Khánh. Ngay sau đó, ông được chỉ định giữ chức vụ Chỉ huy trưởng Trường Chỉ huy tham mưu thay thế Trung tướng Trần Văn Minh. Tháng 8 năm 1961, bàn giao Trường Chỉ huy Tham mưu lại cho Trung tướng Thái Quang Hoàng, ông được cử đi du học lớp Tham mưu cao cấp (khóa 1961 - 1962) thụ huấn 42 tuần tại Học viện Fort Leavenworth, Kansas, Hoa Kỳ. Giữa năm 1962, mãn khóa về nước tùng sự ở Bộ Tổng Tham mưu.
Ngày 1 tháng 11 năm 1963, ông tham gia cuộc đảo chính chế độ Tổng thống Ngô Đình Diệm. Ngày 2 tháng 11, ông được thăng cấp Trung tướng giữ chức Uỷ viên An ninh của Hội đồng Quân nhân Cách mạng do Trung tướng Dương Văn Minh làm Chủ tịch.
Đầu tháng 2 năm 1964, sau cuộc Chỉnh lý ngày 30 tháng 1 để giành quyền lãnh đạo của tướng Nguyễn Khánh, ông được cử giữ chức Đệ Tam phó Chủ tịch Hội đồng Quân nhân Cách mạng do Trung tướng Nguyễn Khánh làm Chủ tịch. Ngày 17 tháng 2 năm 1965, ông được Hội đồng tướng lãnh bầu làm Chủ tịch Hội đồng Quốc gia Lập pháp. Hội đồng này gồm có 20 thành viên. Tháng 10 cùng năm ông được cho giải ngũ vì đã phục vụ quân đội trên 20 năm, đồng thời ông được bổ nhiệm làm Đại sứ Việt Nam Cộng hòa tại Nam Hàn cho đến tháng 10 năm 1969 mãn nhiệm kỳ về nước.

## Từ sau 1975
Sau Sự kiện 30 tháng 4 năm 1975, ông ở lại Nam Hàn cho đến cuối năm, sau đó sang Hoa Kỳ, định cư tại Tp Rockville, Tiểu bang Maryland. 
Ngày 7 tháng 8 năm 2018, ông từ trần tại nơi định cư. Hưởng thọ 98 tuổi.

## Gia đình
- Phu nhân: Bà Nguyễn Lệ Hà

Ông bà có 8 người con (3 trai, 5 gái):
Phạm Xuân Giang, Phạm Hùng Quốc, Phạm Xuân Chử, Phạm Thị Tường Nguyên, Phạm Thị Khánh Chi, Phạm Thị Tường Vân, Phạm Thị Tường Anh, Phạm Thị Tường Loan